# Pourrières
Pourrières é uma comuna francesa na região administrativa da Provença-Alpes-Costa Azul, no departamento de Var. Estende-se por uma área de 56.32 km². Em 2010 a comuna tinha 5 267 habitantes (densidade: 93,5 hab./km²).